# 特拉夫尼基人
特拉夫尼基人（德語：Trawnikimänner）是纳粹德国从战俘营中招募的中欧和东欧纳粹勾结者。1941年6月巴巴罗萨行动发动后，纳粹德国为在边境地区俘获的红军士兵设立战俘营，并挑选其中的纳粹勾结者加以训练，组建辅助部队。成千上万的特拉夫尼基人在德占波兰总督府领土内服役，直至第二次世界大战结束为止。特拉夫尼基人属于纳粹的志愿帮手（Hiwi，德语Hilfswilliger的缩写，字面意思是“愿意帮助的人”），即纳粹从本地平民中招募的辅助部队。
1941年9月至1942年9月期间，德国党卫队和警察在一座特别建造的训练营——特拉夫尼基训练营中训练了2,500名特拉夫尼基人。这些人被称作志愿帮手卫队（Hiwi Wachmänner）。截至1944年底，共有5,082名特拉夫尼基人处于现役。特拉夫尼基人由卡尔·施特莱贝尔组织成两个党卫队特勤队营。据了解，约有1,000名志愿帮手在行动期间逃跑。:366虽然大多数特拉夫尼基人为战俘出身，但其中也有来自东欧的德意志裔人，他们因为能说乌克兰语、俄语、波兰语和其他占领区的语言而受到重视。特拉夫尼基营地的所有军官都是帝国德意志人，而大多数小队指挥官是德意志裔人。应征入伍的平民和苏联战俘中包括乌克兰人、俄罗斯人、白俄罗斯人、爱沙尼亚人、拉脱维亚人、立陶宛人、鞑靼人、格鲁吉亚人、亚美尼亚人和阿塞拜疆人。特拉夫尼基人在纳粹消灭犹太人的莱因哈德行动计划中发挥了关键作用。他们还曾在灭绝营服役，并在消灭华沙犹太区起义等行动中发挥了重要作用（见《施特鲁普报告》）。

## 特拉夫尼基人在最终解决方案中的角色
1941年，由于纳粹与乌克兰当地志愿帮手的关系密切，希姆莱指示奥迪洛·格洛博奇尼克在苏联战俘中招募以乌克兰人为主的辅助部队。格洛博奇尼克从莱茵哈德行动中选择了卡尔·施特莱贝尔作为这个新秘密项目的关键人物。施特莱贝尔在其军官的协助下，访问了国防军战线后方的所有苏联战俘营，并经过个人筛选后按照命令招募乌克兰人、拉脱维亚人和立陶宛人志愿者。
特拉夫尼基人在一处训练营集结，毗邻关押华沙隔都犹太人的特拉夫尼基集中营。该集中营综合体于1941年至1943年间兼具关押和训练的目的。集中营建立在工业化的特拉夫尼基村，西北距卢布林约40公里，有铁路线与德占波兰领土的各地相连。志愿帮手射手从特拉夫集中营出发，被部署到最终解决方案的所有主要杀戮地点——这是他们受训的主要目的。他们在华沙（三次）、琴斯托霍瓦、卢布林、利沃夫、拉多姆、克拉科夫、比亚韦斯托克（两次）、马伊达内克、奥斯维辛以及特拉夫尼基集中营本身执行了大规模屠杀。他们还曾在沃玛茨、缅济热茨、武庫夫、拉曾、帕爾切夫、孔斯科沃拉、科马鲁夫卡等地，以及卢布林/马伊达内克集中营的其余分区（包括波尼亚托瓦、克拉希尼克、普瓦維）实施大屠杀。特拉夫尼基人的行动得到了党卫队、黨衛隊保安處、刑事警察以及秩序警察后备警察营的帮助：德国秩序警察在波兰境内的犹太人隔都内实施围捕，射杀了所有无法转移或企图逃离的人，而特拉夫尼基人则在隔都大规模屠杀平民。
在每个莱茵哈德行动灭绝营中，特拉夫尼基人担任特别支队看守部队（人数为70人至120人之间，取决于地点），并被选为毒气室操作员。他们由对应的营地指挥官管辖。几乎所有的特拉夫尼基警卫都曾参与射杀、殴打和恐吓犹太人。俄罗斯历史学家谢尔盖·库德里亚索夫（Sergei Kudryashov）研究了在灭绝营服役的特拉夫尼基人，声称他们中几乎没有受到国家社会主义吸引的迹象。他声称，大多数警卫自告奋勇参与是为了离开战俘营，或是出于自身利益。另一方面，大屠杀历史学家克里斯托弗·布朗宁写道，志愿帮手“是根据他们的反共情绪（因此几乎总是伴有反犹太主义情绪）筛选的。”尽管特拉夫尼基警卫普遍对纳粹主义漠不关心，但绝大多数人在虐待犹太人时忠实地执行了党卫队期望。大多数特拉夫尼基人已经在任务培训中处决过犹太人了。与克里斯托弗·布朗宁1992年出版的《普通人》一书类似，库德里亚索夫认为，特拉夫尼基人可以显示普通人如何成为自愿的杀手。

### 杀戮行动
志愿帮手射手通常被党卫队高级突击队长卡尔·施特莱贝尔派遣到最糟糕的“现场的肮脏工作”中，这样他们的并行单位——秩序警察部队第101后备警察营中的德国人不会因连续数小到或数天的亲手杀戮造成的恐怖而“发疯”。特拉夫尼基人常常以50人左右的小队到达杀戮地点。在任务开始时，他们会像做客一样坐下来享用背包里的三明治和伏特加，而德国人则要对付成千上万不守规矩的隔都居民：在缅济热茨、武庫夫、拉曾、帕爾切夫、孔斯科沃拉、科马洛夫卡等许多地方都发生过类似的情况。

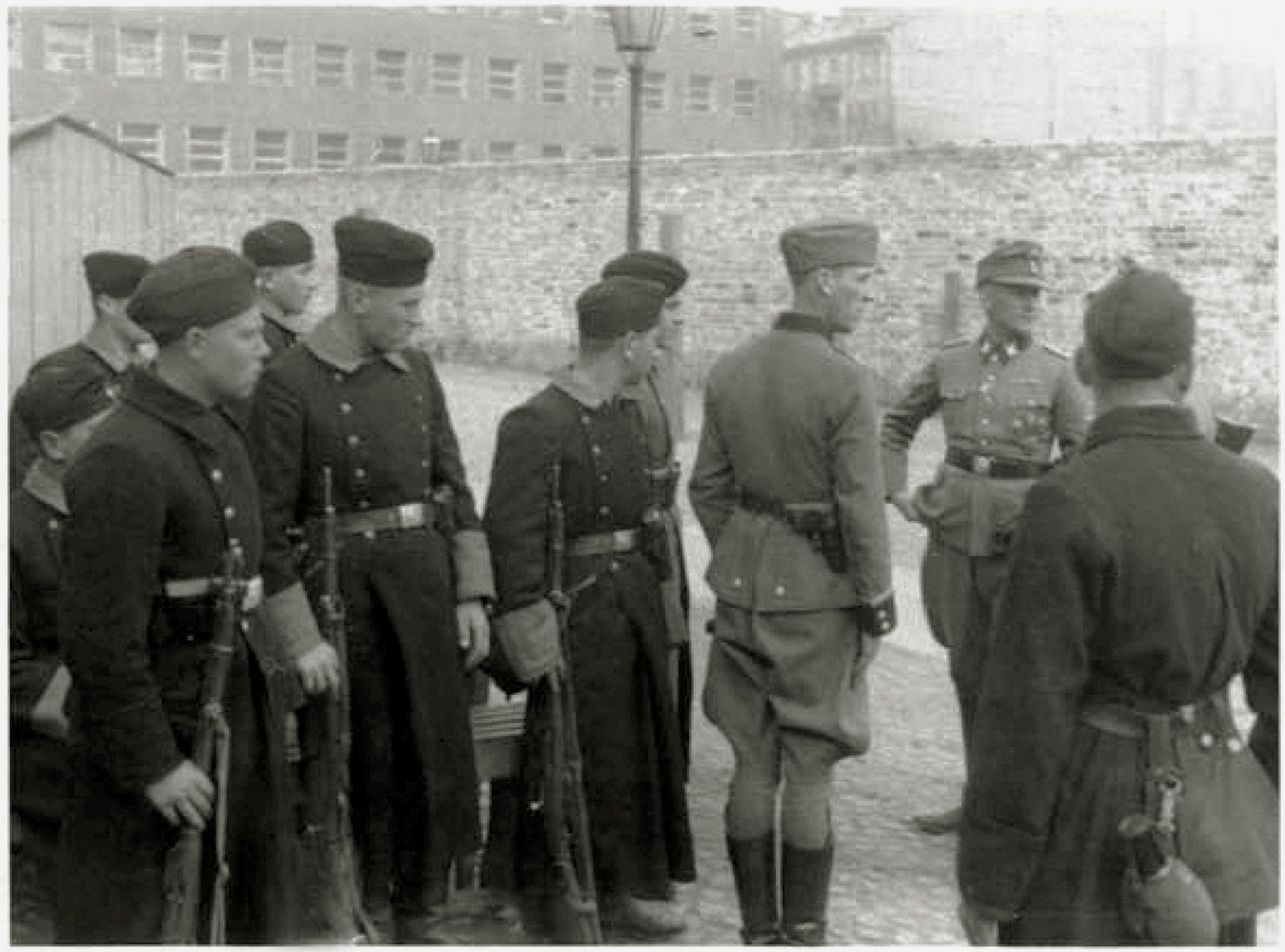
施特鲁普报告中的照片：华沙隔都起义期间的特拉夫尼基射手与尤尔根·施特鲁普（右侧）在一起。照片于1943年摄于Umschlagplatz，其背景为Stawki 5/7街区。图中特拉夫尼基人的军用外套来自一般党卫队的剩余制服，党卫队当时已不使用该型制服

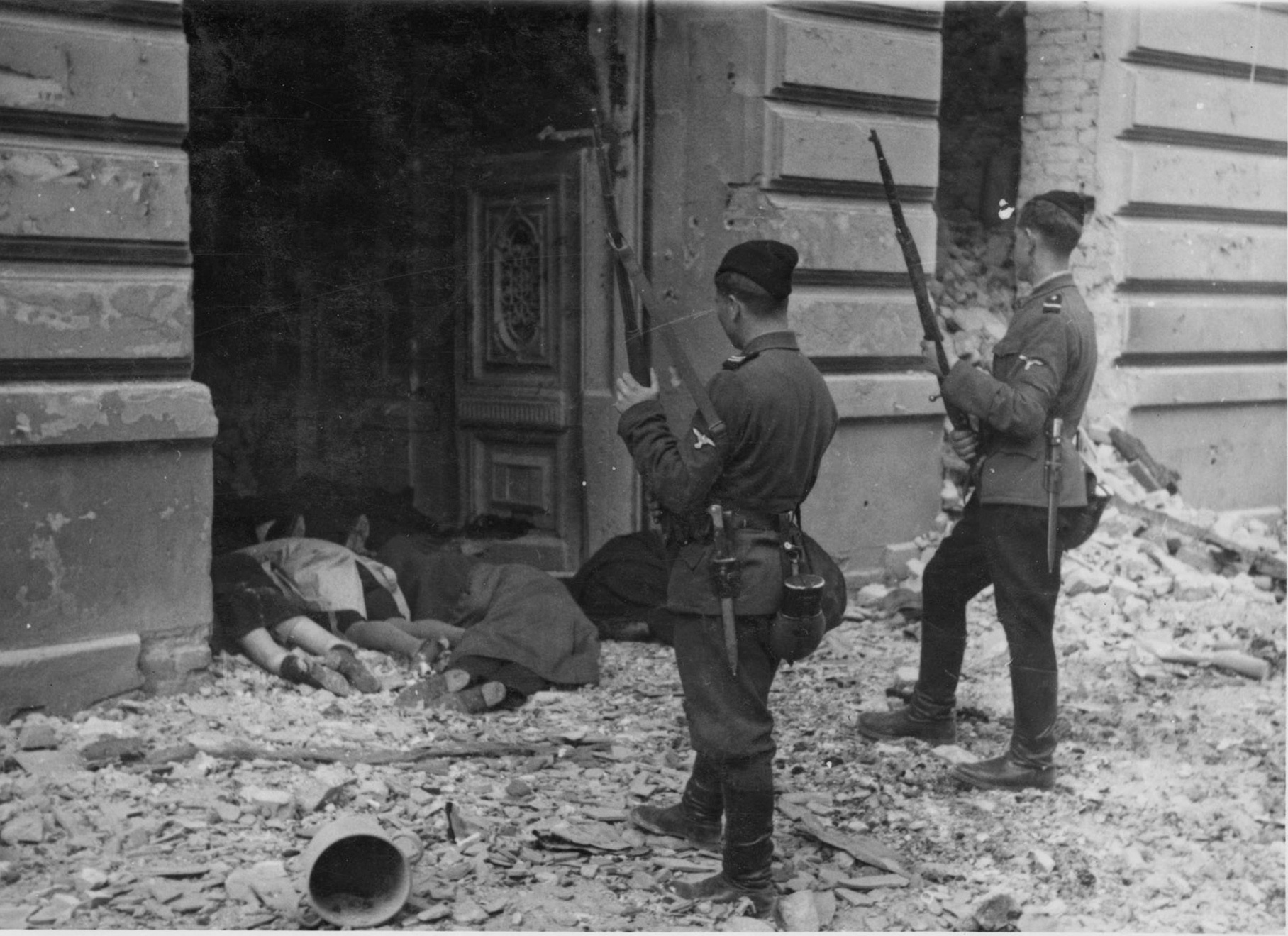
Zamenhofa 42 / Kupiecka 18的华沙隔都毁灭时的特拉夫尼基人。照片来自尤尔根·施特鲁普报告，1943年5月

特拉夫尼基枪手的射击既快速又疯狂，以至于威廉·特拉普手下的德国警察“经常不得不掩护以避免被击中。”特拉夫尼基人被纳粹认为是不可或缺的。在沃玛兹，德国人在混乱的约瑟夫乌大屠杀之后看到赶来的特拉夫尼基人，感到“喜出望外”。在缅济热茨的杀戮由一支约350至400人的特拉夫尼基人部队执行；同样规模的部队执行了帕爾切夫的屠杀。一些纳粹的秩序警察对杀害非犹太波兰人感到不安，他们的营在1942年9月之前射杀了4,600名犹太人，但只杀害了78名波兰人，数字非常不成比例。相比之下，志愿帮手对波兰人有着同等的仇恨。在亚历山德鲁夫，特拉夫尼基人部队因为喝醉了无法到场，于是威廉·特拉普少校命令释放待处决的围捕囚犯。
親衛隊集團領袖尤尔根·施特鲁普负责镇压华沙隔都起义，以及对隔都本身的系统化毁灭。他对超过5万名波兰犹太人的遇害负有责任。他后来在监狱里接受卡齐米日·莫察斯基的采访，原文以波兰语发表在《与刽子手的对话》中：
| 我们用“askari”一词称呼为我们的党卫队辅助部队服务的志愿者，这些志愿者是从东欧占领地区的土著居民中招募的。原则上，他们中有拉脱维亚人、立陶宛人、白俄罗斯人和乌克兰人。他们在卢布林附近的‘SS-Ausbildungslager-Trawniki’接受训练。虽然他们是民族主义者和反犹太分子，但他们并不是最好的士兵。他们年轻人，往往缺乏基础教育，野蛮无礼、有欺骗倾向。但他们顺从，身体坚韧，坚定不移地对抗敌人。我们在大行动期间（特别是在初始阶段）使用的许多‘askari’是拉脱维亚人。他们不懂波兰语，因此无法与华沙人民交流。这正是我们想要的。 我们还称他们为“特拉夫尼基人”。 |  | Myśmy nazywali "askarisami" ochotników do służb pomocniczych w SS, którzy rekrutowali się z ludności autochtonicznej na terenach zdobytych w Europie Wschodniej. Byli to w zasadzie Łotysze, Litwini, Białorusini i Ukraińcy. Przeszkalano ich w SS-Ausbildungs-lager-Trawniki pod Lublinem. Nie najlepsi żołnierze, choć nacjonaliści i antysemici. Młodzi, bez podstawowego najczęściej wykształcenia, o kulturze dzikusów i skłonnościach do kantów. Ale posłuszni, wytrwali fizycznie i twardzi wobec wroga. Wielu "askarisów" użytych w Grossaktion (szczególnie we wstępnych działaniach) to Łotysze. Nie znali języka polskiego, więc trudno im się było porozumiewać z ludnością Warszawy. A o to nam szło. Nazywaliśmy ich również Trawniki-Männer. |

特拉夫尼基人在1943年8月参与镇压比亚韦斯托克隔都起义，以及1942年10月鲜为人知的米佐什隔都起义，还有其他类似的起义。在其他地方，乌克兰当地志愿帮手编制了清单，使他们能够快速准确地识别他们的犹太目标。

## 特拉夫尼基人的战后生涯
由于苏德战线逼近，特拉夫尼基的训练营于1944年7月被拆除。由卡尔·施特莱贝尔亲自领导的最后1000名志愿帮手组成了党卫队施特莱贝尔营，调向西部仍在运作的灭绝营继续行动。训练营旁的特拉夫尼基劳改营中的犹太人已于1943年11月的丰收节行动期间全数遇害。犹太人遇害者的尸体后来在1005特别行动中由米列尤夫的一支特遣队（Sonderkommando）挖掘出来，随后火化；特遣队于1943年底完成任务，随即被就地处决。苏联人于1944年7月23日进入了完全空置的训练设施。根据《犹太人大屠杀百科全书》的说法，苏联方面逮捕并起诉了数百名（可能多达一千名）返回苏联的志愿帮手。Kudryashov给出了更为保守的审判数量，认为在1944年至1987年期间有超过140起审判。大多数被告被判入古拉格，后来在1955年的赫鲁晓夫特赦中获释。
相比之下，只有很少的志愿帮手在西方受审。1976年，汉堡的一个西德法庭宣布六名被告（包括指挥官施特莱贝尔）在所有指控中无罪，并将其释放。在西方的志愿帮手和被俄罗斯逮捕的特拉夫尼基人之间的主要区别在于，前者声称没有意识到罪行，并且没有证人可以控告他们；而后者则被指控犯有叛国罪，因此从一开始就注定要败诉。在美国，大约16名前志愿帮手警卫被剥夺国籍。

## 已知曾在灭绝营服役的特拉夫尼基人
莱茵哈德行动期间特拉夫尼基人在贝乌热茨[贝]，索比布尔[索]和特雷布林卡[特]的灭绝营犯下恶名昭彰的罪行，导致许多具体的名字在战后文学和大屠杀博物馆中被公布。这些名字是从犹太人和波兰人幸存者的证词，相关的回忆录和档案中找出的。一份较长的名单按照读音记下了至少234名营地警卫的名字，其参考资料可以归于十几个来源。这些名单通常有随意拼写的英语和波兰语翻译，或是西里尔字母的拉丁化转写，肇事者因而无法在法律意义上辨别。以下是最值得注意的特拉夫尼基人，他们的志愿帮手身份已得到法庭的确认：
1. 約翰·代姆揚尤克[索]根据Ignat Danylchenko的证词被指控。[24] Demjanjuk和他的妻子Vera一起住在美国；1986年首次被引渡到以色列并被判有罪。自1990年起，Demjanjuk提出了一系列上诉：2009年5月，Demjanjuk再次从美国被驱逐到德国。他因在索比布尔担任警卫而被判有罪，并于2011年5月获刑。Demjanjuk在进一步上诉期间获释。他在2012年3月去世，未能等到上诉听证。[25][26][27]
2. Fedor Federenko（英语：Feodor Fedorenko） （Fedorenko）[特]，从海乌姆的319号战俘营（Stalag 319）招募的苏联战俘，担任卢布林隔都守卫，于1942年9月被派往华沙，随后派往特雷布林卡灭绝营。战争结束后，Federenko在美国定居，于1984年12月被引渡到苏联。他的审判和处决于1986年7月宣布。[23]
3. Josos Kumpf（英语：Josias Kumpf），一位参加特拉夫尼基丰收节行动的南斯拉夫德意志裔人，于2005年被剥夺美国国籍，并于2009年3月被驱逐到奥地利；但由于奥地利的诉讼时效而逃脱责任。[28]
4. Samuel Kunz [贝]，原为苏联战俘，在特拉夫尼基接受训练，因曾在贝乌热茨担任警卫而于2010年7月在德国波恩受审。[29]Kunz于2010年11月去世，未能等到审判。[30]
5. Wasyl Lytwyn，1921年出生；1995年12月被下令驱逐出境，遣返至乌克兰。
6. Ivan Mandycz，1920年出生；1955年来到美国。于2005年被下令驱逐出境，终因年事已高未被驱逐。2017年去世。
7. Ivan Ivanovych Marchenko（英语：Ivan Marchenko） [特]，前红军战士，由海乌姆的战俘营被带到特拉夫尼基，后来担任卢布林隔都和特雷布林卡的警卫。一同担任警卫的还有负责强迫犹太人进入毒气室的Nikolay Shalayev. Marchenko负责在接到“打开水闸”的命令时启动毒气机。他被犹太人称为“恐怖伊凡”（Ivan Grozny），因其在杀戮过程中表现出特别的野蛮行径。1943年，他被转移到的里雅斯特，并于1944年逃往南斯拉夫。Marchenko从未受审，下落不明。[4]
8. Jakiw Palij（英语：Jakiw Palij）是一名志愿助手警卫，他因在“移民美国签证申请中作出重大失实陈述”而被剥夺了美国公民身份。[31][32]于2018年8月21日被驱逐出美国，时年95岁。
9. Jakob Reimer（英语：Jakob Reimer），又名Jack Reimer，1944于特拉夫尼基集中营任志愿助手警卫。2002年被剥夺国籍；被下令从美国驱逐到德国，未及驱逐便于2005年去世。[33][34]
10. Vladas Zajančkauskas（英语：Vladas Zajančkauskas），一名按部署参加摧毁华沙隔都的志愿帮手射手；95岁时（2005年）他的美国国籍被剥夺。[35]他死于2013年。

## 注解
1. 1 2 3 4 5 6 7 8 9  Holocaust Encyclopedia.  (permission granted to be reused, in whole or in part, on Wikipedia; OTRS ticket no. 2007071910012533). United States Holocaust Memorial Museum.   [July 21, 2011]. （原始内容存档于2018-06-14）. Text from USHMM has been released under the GFDL.
2. 1 2  Browning & 1992; 1998，第52頁.
3. ↑  Bankier, David. . Enigma Books. 2006-09-01: 331–348  [2025-04-06]. ISBN 978-1-929631-60-5 （英语）.
4. 1 2  Procknow, Gregory; Procknow, Greg. . Francis & Bernard Publishing. 2014-10-01: 35  [2025-04-06]. ISBN 978-0-9868374-0-1 （英语）.
5. 1 2  Arad, Yitzhak. . Indiana University Press. 1999-03-22: 21  [2025-04-06]. ISBN 978-0-253-21305-1 （英语）.
6. 1 2 3 4 5 6 7  Sergei Kudryashov, "Ordinary Collaborators: The Case of the Travniki Guards" (in) Russia War, Peace and Diplomacy Essays in Honour of John Erickson edited by Mark and Ljubica Erickson, London: Weidenfeld & Nicolson, 2004; pages 226-227 & 234-235.
7. 1 2  Markus Eikel.  (PDF). Center for Advanced Holocaust Studies, United States Holocaust Memorial Museum. 2013. 110–122 in PDF  [2019-04-11]. （原始内容存档 (PDF)于2021-03-15）. Ukraine differs from other parts of the Nazi-occupied Soviet Union, whereas the local administrators have formed the Hilfsverwaltung in support of extermination policies in 1941 and 1942, and in providing assistance for the deportations to camps in Germany, mainly in 1942 and 1943.
8. ↑  Tadeusz Piotrowski. . McFarland. 2006: 217  [2014-07-12]. ISBN 0786429135.
9. ↑  Mgr Stanisław Jabłoński (1927–2002). . The camp history. Trawniki official website.   [July 12, 2014]. （原始内容存档于2014-02-03） （波兰语）.
10. 1 2 3 4 5  Browning, Christopher R.  (PDF). Ordinary Men: Reserve Police Battalion 101 and the Final Solution in Poland (Penguin Books). 1998: 52, 77, 79, 80, 135 [1992]  [July 12, 2014]. （原始内容存档 (PDF)于2018-09-17）. Also: PDF cache archived by WebCite.
11. ↑  ARC. . Occupation of the East. ARC. 2004  [2013-04-26]. （原始内容存档于2019-05-14）.
12. ↑  Gordon Williamson. . Osprey Publishing. 2012: 44  [2019-04-11]. ISBN 1782000070. （原始内容存档于2021-04-29）.
13. ↑  Browning & 1992; 1998，第95頁.
14. ↑  Browning & 1992; 1998，第93頁.
15. ↑  Browning & 1992; 1998，第77頁.
16. 1 2  Andrzej Szczypiorski (1977), Moczarski Kazimierz, Rozmowy z katem （页面存档备份，存于） text with Notes and Biography by Andrzej Krzysztof Kunert (PDF 1.86 MB, available from Scribd.com). Page 103. Retrieved August 28, 2014. （波兰語）
17. 1 2  Ralph Hartmann. . Den Aufsatz kommentieren. Ossietzky 9/2010. 2010  [July 12, 2014]. （原始内容存档于December 2, 2013）.
18. ↑  Леонид Терушкин.  [70 лет восстанию в Собиборе, международная научная конференция в Варшаве]. p. 7/20 in DOC format. 2013  [2019-04-11]. （原始内容存档于2016-09-09）.
19. ↑  Holocaust Encyclopedia.  (ibidem). USHMM.   [July 12, 2014]. （原始内容存档于2018-06-14）.
20. ↑  USHMM. . Holocaust Encyclopedia. United States Holocaust Memorial Museum, Washington, DC. May 11, 2012  [July 12, 2014]. （原始内容存档于2018-06-14）.
21. ↑  Georg Bönisch, Jan Friedmann and Cordula Meyer. . Germany > The Holocaust. Spiegel International. July 10, 2009  [July 12, 2014]. （原始内容存档于2018-10-30）.
22. 1 2  S.J. . Aktion Reinhard. H.E.A.R.T. 2007  [8 August 2013]. （原始内容存档于2020-03-24）. Source: Yitzhak Arad, Thomas (Toivi) Blatt, Alexander Donat, Rudolf Reder, Tom Teicholz, Samuel Willenberg, Richard Glazar; museums and private collections.
23. 1 2  Edward Kopówka, Paweł Rytel-Andrianik.  (PDF file, direct download 15.1 MB). Dam im imię na wieki 'Iz 56,5' (Will give them names for ever). Drohiczyńskie Towarzystwo Naukowe. Kuria Diecezjalna w Drohiczynie. 2011  [July 12, 2014]. Archiwum Państwowe w  Siedlcach (APS), Akta Gminy Prostyń (AGP), t. 104, "Budowa i odbudowa, 1946–1947".[永久]
24. ↑  Joe Nickell. . University Press of Kentucky. 12 September 2010: 39–50  [2019-04-11]. ISBN 0-8131-2856-0. （原始内容存档于2021-03-15）.
25. ↑  . BBC News. March 17, 2012  [July 12, 2014]. （原始内容存档于2021-03-15）.
26. ↑  . Haaretz. 2012-03-23  [2019-04-11]. （原始内容存档于2018-02-04） （英语）.
27. ↑  .   [2019-04-11]. （原始内容存档于2021-03-15）.
28. ↑  US Department of Justice. Press release; case of Josias Kumpf[永久] (PDF), 16 June 2008.
29. ↑  . 2010-07-29  [2019-04-11]. （原始内容存档于2021-03-15） （英国英语）.
30. ↑  . 2010-11-22  [2019-04-11]. （原始内容存档于2021-11-05） （英国英语）.
31. ↑  Kilgannon, Corey. . New York Times. November 1, 2003  [July 12, 2014]. （原始内容存档于2021-04-29）.
32. ↑  . Club-tourist.   [2019-04-11] （乌克兰语）.
33. ↑  Weiser, Benjamin. . The New York Times. 2002-09-06  [2019-04-11]. ISSN 0362-4331. （原始内容存档于2021-03-15） （美国英语）.
34. ↑  Barry, Dan. . The New York Times. 2005-09-17  [2019-04-11]. ISSN 0362-4331. （原始内容存档于2021-03-15） （美国英语）.
35. ↑  Circuit Judge. . Petitioner. United States Court of Appeals, First Circuit. July 13, 2010  [July 12, 2014]. （原始内容存档于2021-03-15）.